# John Beckett
John Warburton Beckett, né le 11 octobre 1894 à Hammersmith et mort le 28 décembre 1964 à Londres, est un homme politique britannique qui siège comme député du Parti travailliste de 1924 à 1931. Par la suite, au cours des années 1930, il embrasse les idéaux fascistes, s’affiliant d’abord au British Union of Fascists, avant de fonder la National Socialist League, puis le Parti populaire britannique. Durant la Seconde Guerre mondiale, en raison de ses accointances avec des mouvements séditieux, il est interné sur le sol britannique.

## Biographie
Beckett voit le jour à Hammersmith, dans la cité londonienne, issu de l’union de William Beckett, négociant en draperies, et de son épouse Dorothy (née Salmon), laquelle, bien que native du judaïsme, a abjuré cette foi afin d’épouser ledit Beckett. D’après les dires de son fils Francis, il reçoit au baptême les noms de Jack William Beckett, mais adopte en 1918 celui de John Warburton Beckett. 
Il reçoit son instruction à la Latymer Upper School jusqu’à ses 14 ans, époque à laquelle son père, ruiné par les agissements du fameux escroc Horatio Bottomley, se trouve dans l’impossibilité d’acquitter les frais exigés par l’établissement. Contraint de quitter les bancs de l’école, le jeune John devient coursier. Lorsque éclate la Première Guerre mondiale, il s’enrôle dans le Middlesex Regiment, avant d’être versé, peu après, au King's Shropshire Light Infantry. Toutefois, une cardiopathie congénitale lui vaut d’être réformé en 1916. 
Beckett a néanmoins déclaré, en une occurrence publique, qu’il avait été réformé en raison d’une blessure contractée dans les Balkans en 1917.

### Début de carrière
Beckett institue l’Union nationale des anciens combattants en 1918 afin de subvenir aux nécessités des vétérans de la Grande Guerre (bien que cette organisation soit ultérieurement absorbée par la Royal British Legion, n’ayant pu obtenir l’agrément du Parti travailliste). En ce temps-là, il adhère pareillement au Parti travailliste indépendant et siège au conseil municipal de Hackney de 1919 à 1922.
Beckett fait sa première tentative d’accession au Parlement à l’occasion des élections générales de 1923, sans toutefois emporter le siège de Newcastle upon Tyne North. Il obtient finalement son mandat de député travailliste pour la circonscription de Gateshead en 1924, avant de se faire élire à Peckham en 1929, année où il est nommé whip de l’Independent Labour Party. En ces premières années parlementaires, il est réputé proche affidé de Clement Attlee, auprès duquel il a œuvré comme agent électoral avant son entrée à la Chambre des communes. Son nom s’illustre particulièrement en 1930, lors d’un incident mémorable : au cours d’un débat houleux concernant la suspension du député Fenner Brockway, Beckett s’empare de la masse cérémonielle, symbole de l’autorité parlementaire, et ne la relâche qu’après qu’on la lui ait arrachée à l’huis même de l’assemblée. 
En tant que militant, Beckett se distingue par ses harangues véhémentes et ses allocutions fougueuses. Il combat avec vigueur l’instauration du gouvernement national conduit par Ramsay MacDonald et réintègre l’ILP en 1931, sans toutefois parvenir à conserver son siège parlementaire, le scrutin étant éparpillé entre trois prétendants se réclamant du travaillisme. Après s’être retiré des luttes politiques, il entreprend un voyage en Italie, où il est frappé par les réalisations de l’État corporatiste alors en vigueur.

### Adhésion au fascisme
Beckett adhère au British Union of Fascists en 1934 et s’élève dans la hiérarchie du parti, accédant au poste de directeur des publications. Il assume, un temps, la rédaction en chef des deux organes de la BUF, Action et Blackshirt. Durant la crise d’abdication d’Édouard VIII, il est appréhendé aux abords du palais de Buckingham et demeure le seul militant du BUF à avoir emporté un procès contre ses détracteurs, obtenant mille livres sterling de dommages et intérêts dans une action en diffamation intentée contre une organisation antifasciste, bien que celle-ci se soit dissoute avant qu’il ne puisse percevoir la somme. Toutefois, Beckett peine à renouer avec ses anciens partisans de gauche. Lorsqu’il retourne, la même année, prononcer des conférences à Gateshead et Newcastle upon Tyne, il est accueilli par des attroupements hostiles et des clameurs le traitant de « traître ». Le 13 mai 1934, une de ses allocutions près de Newcastle doit être annulée, une foule d’environ mille antifascistes ayant fait irruption sur l’estrade où il devait prendre la parole. 
Après quelques succès initiaux, le BUF entame son déclin, se scindant en deux factions rivales : l’une, militariste, conduite par Neil Francis Hawkins et F.M. Box, et l’autre, plus politique, qui ambitionne de convertir les masses au fascisme sous l’égide de Beckett et de William Joyce. En 1937, Oswald Mosley congèdie Beckett de ses fonctions rémunérées, tant par défaut de finances que par son inclination croissante pour l’aile Hawkins. Beckett ne tarde guère à revenir à l’action politique en fondant, avec William Joyce, la National Socialist League. Toutefois, son affiliation est éphémère : désenchanté à l’endroit de Hitler et jugeant Joyce trop outrancier dans ses diatribes antisémites publiques, il quitte la Ligue dès 1938.
Bien qu’il soit l’une des figures éminentes de la Ligue, il s’illustre également au sein du British Council Against European Commitments, initiative du vicomte Lymington visant à instaurer un mouvement dextrogyre hostile à un conflit armé avec l’Allemagne. Après son départ de ladite Ligue, il perpétue une étroite collaboration avec Lymington, et tous deux fondent une feuille périodique, The New Pioneer, dont les colonnes véhiculent une vision du monde marquée par un antisémitisme prononcé et des sympathies pro-allemandes. Il quitte cette gazette au cœur de l’année 1939 pour endosser la charge de secrétaire honoraire du British People's Party (BPP), formation politique nouvellement créée et placée sous l’égide de Lord Tavistock (ultérieurement duc de Bedford). Lorsque la guerre éclata, il devient secrétaire du British Council for Christian Settlement in Europe, cercle œuvrant en faveur d’une concorde pacifique immédiate.
John Beckett figure parmi les principaux tenants de la mouvance fasciste et droitiste incarcérés en vertu du Defence Regulation 18B durant la Seconde Guerre mondiale. Son internement s’effectue successivement à la prison de Brixton, puis dans un camp de détention établi sur l’île de Man, avant qu’il ne soit reconduit à Brixton. Ces transferts répétés font suite à des altercations avec d’autres membres de la British Union of Fascists détenus en sa compagnie. Au cours de sa réclusion, Beckett reçoit l’enseignement d’un aumônier catholique, ce qui le conduit à embrasser cette confession. En raison d’un état de santé défaillant, il obtient sa libération avant la cessation des hostilités. 
Le fils de Beckett, Francis, estime que son père, à sa sortie de geôle, se montre plus enclin au racisme et, singulièrement, à l’antisémitisme qu’à son entrée en détention — phénomène alors fréquent parmi les prisonniers —, ayant intériorisé sa fureur. Une fois libéré, Beckett, à qui il était défendu de résider à moins de vingt milles de Londres ou de se déplacer au-delà de cinq milles de son domicile, ressuscite le BPP et en devient le représentant lors des pourparlers avec A. K. Chesterton. Ce dernier a fondé une organisation qu’il nomme « Front national après la victoire », dans l’espoir de fédérer les factions d’extrême droite en vue des premières élections de l’après-guerre. Toutefois, cette entreprise n’a pas de succès, et Beckett rejette finalement toute fusion. 

### Activités d'après-guerre
À l’issue du conflit mondial, John Beckett et son épouse sont l’objet d’une surveillance assidue de la part des services de renseignement britanniques, plus spécifiquement le MI5, et ce jusqu’en 1955 au moins. Leurs déplacements sont étroitement monitorés, et leurs conversations téléphoniques, méthodiquement enregistrées. Peu après la guerre, Beckett obtient un emploi administratif dans un hôpital, mais il en est écarté à la suite de manœuvres occultes de l’officier du MI5 chargé de son dossier, Graham Mitchell. Ainsi se trouve-t-il dans l’impossibilité de trouver ce « travail tranquille et normal » que son épouse appelle de ses vœux. Ne parvenant point à se maintenir dans une occupation régulière, il ne peut finalement obtenir qu’un emploi rémunéré par le duc de Bedford, son protecteur, consistant à diriger le Parti populaire britannique, une organisation à tendance néofasciste. 
Le premier emploi de Beckett après le conflit mondial consiste à mener une campagne en faveur de la clémence à l’égard de son ancien compère, William Joyce, plus connu sous le sobriquet de Lord Haw-Haw, lequel encourrait une sentence capitale pour crime de trahison. Cette entreprise de miséricorde n’aboutit point, et Joyce est finalement passé par les armes. En 1946, Beckett s’associe un temps avec le jeune Colin Jordan, lui octroyant même un siège au conseil national du BPP. Toutefois, cette collaboration se révèle éphémère, Jordan s’étant promptement rallié à Arnold Leese, dont il fait son mentor et guide. 
En 1953, le duc de Bedford meurt, et le British People’s Party (BPP), qu’il a subventionné, est dissous. Les émoluments de Beckett, lequel est appointé en qualité de directeur du BPP, disparaissent. Le nouveau duc, peu enclin à partager les convictions politiques de son aïeul, entreprend de l’expulser de sa demeure, sise sur le domaine familial. Beckett se lance dès lors dans la publication d’un périodique financier, intitulé Advice and Information, voué aux conseils boursiers. En définitive, il acquiert en 1958, auprès des administrateurs de la succession, Thurlwood House, où il a élu domicile. 
Après avoir cédé la demeure et regagné Londres en 1962, Beckett est atteint d’un carcinome gastrique, diagnostiqué en 1963. Il meurt le 28 décembre. Son corps est incinéré selon ses volontés. 

## Vie privée
La famille Beckett, dont les racines plongent dans les contrées rurales du Cheshire, est issue d’une lignée modeste. La mère du dit Beckett est fille d’un orfèvre israélite, dont la parenté, par un rigorisme inflexible, se refuse à honorer de sa présence les noces de leur descendante. Alors qu’il sert sous les drapeaux, Beckett fait connaissance d’Helen Shaw et contracte un mariage avec elle dans un délai de quatre jours seulement. De cette union nait une fille, prénommée Lesley. Toutefois, le couple se désunit au milieu des années 1920, par suite des frasques et de l’inconstance conjugale dont Beckett se rend coupable. 
Sa seconde épouse, Kyrle Bellew, est comédienne de théâtre issue d’une illustre lignée d’acteurs. Leur union conjugale se révèle éphémère, mais Bellew, bien que séparé de Beckett durant dix-huit années, s’obstine à refuser tout divorce, demeurant ainsi son époux en droit. 
Il vit par la suite en concubinage avec Anne Cutmore, dont il a un fils, Francis Beckett, lequel voit le jour en 1945. Les deux amants ne contractent mariage qu’en 1963, après de longues années de vie commune. Cutmore occupe durant quelque temps la charge de secrétaire auprès de Robert Forgan, au siège de la BUF.